# Turgenia latifolia
Turgenia latifolia é uma espécie de planta com flor pertencente à família Apiaceae.
A autoridade científica da espécie é (L.) Hoffm., tendo sido publicada em Genera Plantarum Umbelliferarum 59. 1816.

## Portugal
Trata-se de uma espécie presente no território português, nomeadamente em Portugal Continental.
Em termos de naturalidade é nativa da região atrás indicada.

## Protecção
Não se encontra protegida por legislação portuguesa ou da Comunidade Europeia.